# Kombinacja norweska na Mistrzostwach Świata w Narciarstwie Klasycznym 2015 – sztafeta
Sztafeta HS100/4x5 km – jedna z konkurencji w ramach kombinacji norweskiej na Mistrzostwach Świata w Narciarstwie Klasycznym 2015. Skoki na kompleksie Lugnet oraz sztafeta odbyły się 22 lutego 2015 w szwedzkim Falun. Tytułu z poprzednich mistrzostw, we włoskim Val di Fiemme bronili Francuzi, w składzie: François Braud, Maxime Laheurte, Sébastien Lacroix, Jason Lamy Chappuis. Rywalizowało 10 reprezentacji narodowych.

## Wyniki

### Skoki narciarskie
| Pozycja | Nr | Reprezentacja                                                                        | Skok (m)            | Punkty                        | Strata (w min.) |
| ------- | -- | ------------------------------------------------------------------------------------ | ------------------- | ----------------------------- | --------------- |
| 1       | 9  | Niemcy · Tino Edelmann · Fabian Rießle · Johannes Rydzek · Eric Frenzel              | 93,5 97,0 92,5      | 448,3 112,5 109,1 117,0 109,7 | –               |
| 2       | 6  | Japonia · Taihei Kato · Hideaki Nagai · Akito Watabe · Yoshito Watabe                | 93,5 94,0 99,5 90,5 | 445,5 107,8 110,7 121,0 106,0 | +0:04           |
| 3       | 7  | Francja · François Braud · Sébastien Lacroix · Maxime Laheurte · Jason Lamy Chappuis | 96,5 90,5 92,0 97,5 | 438,1 116,4 101,1 105,0 115,6 | +0:14           |
| 4       | 8  | Austria · Bernhard Gruber · Philipp Orter · Sepp Schneider · Lukas Klapfer           | 93,0 93,5 94,0 86,0 | 427,6 112,2 107,2 111,3 96,9  | +0:28           |
| 5       | 10 | Norwegia · Jørgen Graabak · Mikko Kokslien · Magnus Moan · Håvard Klemetsen          | 90,5 91,0 101,0     | 427,5 106,4 102,1 99,6 119,4  | +0:28           |
| 6       | 5  | Włochy · Samuel Costa · Lukas Runggaldier · Armin Bauer · Alessandro Pittin          | 92,5 84,5 85,0 87,5 | 383,4 108,3 92,8 90,3 92,0    | +1:27           |
| 7       | 3  | Czechy · Petr Kutal · Lukáš Rypl · Miroslav Dvořák · Tomáš Portyk                    | 87,5 80,5 90,0      | 376,0 94,2 77,6 102,8 101,4   | +1:36           |
| 8       | 4  | Stany Zjednoczone · Bill Demong · Adam Loomis · Taylor Fletcher · Bryan Fletcher     | 87,0 83,5 90,0 89,0 | 374,0 95,1 91,1 98,8 89,0     | +1:39           |
| 9       | 2  | Finlandia · Leevi Mutru · Eetu Vähäsöyrinki · Jim Härtull · Ilkka Herola             | 89,5 83,0 87,0 83,0 | 364,8 99,1 87,2 93,9 84,6     | +1:51           |
| 10      | 1  | Estonia · Kail Piho · Karl-August Tiirmaa · Kristjan Ilves · Han-Hendrik Piho        | 83,0 91,0 74,0      | 348,4 85,8 100,9 99,8 61,9    | +2:13           |

### Biegi narciarskie
| Pozycja | Nr | Reprezentacja                                                                        | Strata | Czas biegu                              | Pozycja | Strata  |
| ------- | -- | ------------------------------------------------------------------------------------ | ------ | --------------------------------------- | ------- | ------- |
| 1.      | 1  | Niemcy · Tino Edelmann · Eric Frenzel · Fabian Rießle · Johannes Rydzek              | 0:00   | 44:20,7 11:08,9 11:03,5 10:57,1 11:11,2 | 3       | –       |
| 2.      | 5  | Norwegia · Magnus Moan · Håvard Klemetsen · Mikko Kokslien · Jørgen Graabak          | 0:28   | 44:15,8 10:45,3 11:17,0 10:45,9 11:27,6 | 2       | +23,1   |
| 3.      | 3  | Francja · François Braud · Maxime Laheurte · Sébastien Lacroix · Jason Lamy Chappuis | 0:14   | 44:46,3 11:03,5 11:15,2 10:52,6 11:35,0 | 4       | 39.6    |
| 4.      | 6  | Włochy · Armin Bauer · Lukas Runggaldier · Samuel Costa · Alessandro Pittin          | 1:27   | 44:03,8 11:02,8 10:56,5 11:12,6 10:51,9 | 1       | +1:10,1 |
| 5.      | 4  | Austria · Philipp Orter · Lukas Klapfer · Bernhard Gruber · Sepp Schneider           | 0:28   | 45:03,2 11:01,4 11:11,8 11:01,2 11:48,8 | 5       | +1:10,5 |
| 6.      | 2  | Japonia · Taihei Kato · Yoshito Watabe · Hideaki Nagai · Akito Watabe                | 0:04   | 45:28,2 11:17,0 11:27,6 11:20,7 11:22,9 | 7       | +1:11,5 |
| 7.      | 8  | Stany Zjednoczone · Bryan Fletcher · Taylor Fletcher · Adam Loomis · Bill Demong     | 1:39   | 45:19,5 10:54,9 10.52,7 11:19,2 12:12,7 | 6       | +2:37,8 |
| 8.      | 7  | Czechy · Tomáš Portyk · Petr Kutal · Lukáš Rypl · Miroslav Dvořák                    | 1:36   | 46:31,1 11:38,1 11:37,4 11:38,5 11:37,1 | 8       | +3:46,4 |
| 9.      | 9  | Finlandia · Leevi Mutru · Eetu Vähäsöyrinki · Ilkka Herola · Jim Härtull             | 1:51   | 46:37,7 11:46,2 11:48,1 11:23,1 11:40,3 | 9       | +4:08,0 |
| 10.     | 10 | Estonia · Kail Piho · Kristjan Ilves · Karl-August Tiirmaa · Han-Hendrik Piho        | 2:13   | 47:33,5 11:24,4 11:47,3 12:11,1 12:10,7 | 10      | +5:25,8 |